# Glandon
Pour les articles homonymes, voir Glandon (homonymie).
Glandon est une commune française située dans le département de la Haute-Vienne, en région Nouvelle-Aquitaine.

## Géographie

### Généralités

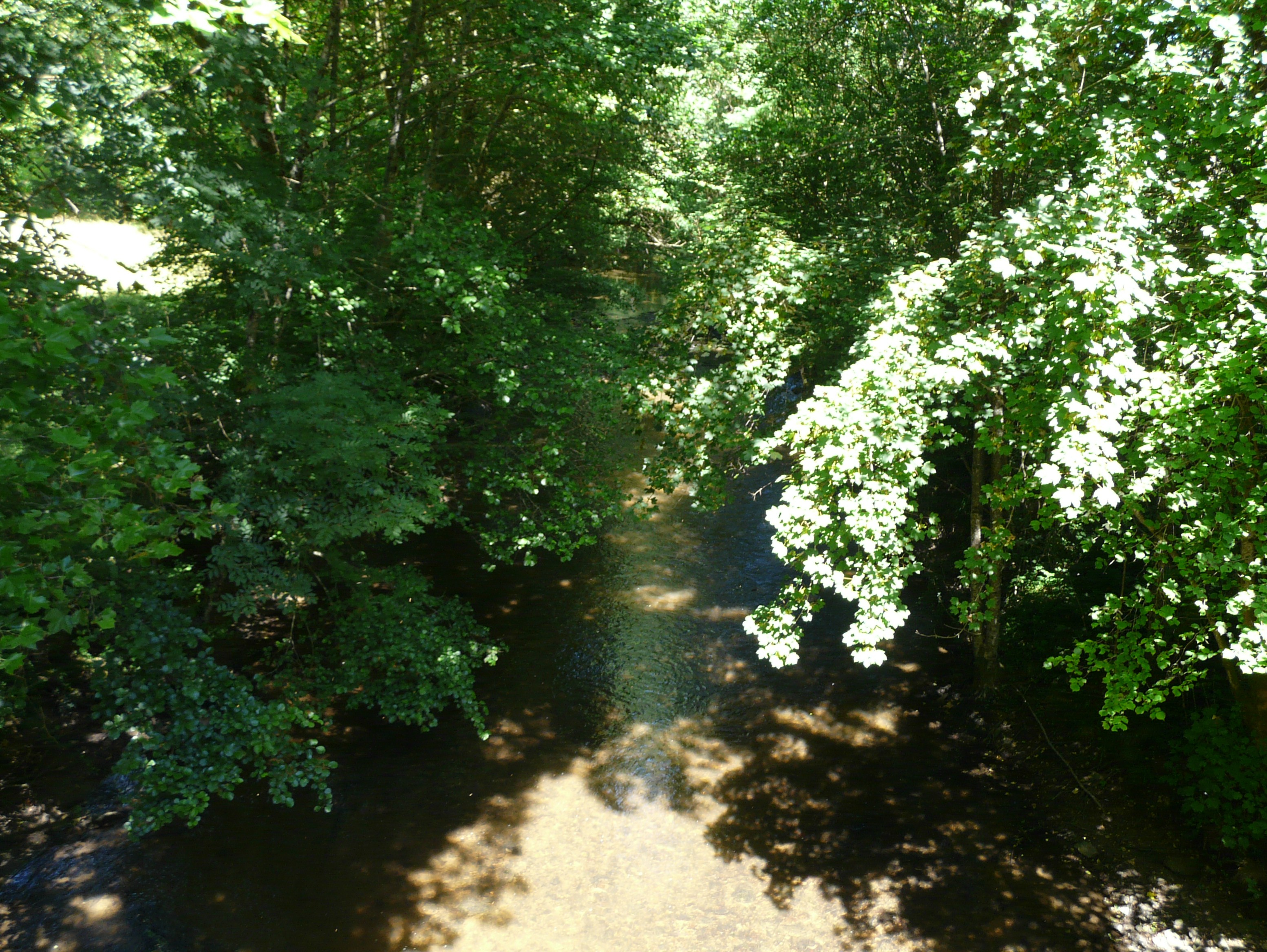
La Boucheuse en limites de Glandon et Saint-Éloy-les-Tuileries.

La commune de Glandon a une superficie de 27,5 km2. La plus grande ville la plus proche est Limoges qui est située à 40 km au nord.
Glandon est traversée par deux cours d'eau : la Boue et la Boucheuse, cette dernière arrose trois départements et huit communes.

### Communes limitrophes
Glandon est limitrophe de quatre autres communes, dont une dans le département de la Corrèze et deux dans celui de la Dordogne.
|                     | Saint-Yrieix-la-Perche |                                    |
| Sarlande (Dordogne) | Glandon                |                                    |
|                     | Payzac (Dordogne)      | Saint-Éloy-les-Tuileries (Corrèze) |

### Climat
Pour des articles plus généraux, voir Climat de la Nouvelle-Aquitaine et Climat de la Haute-Vienne.
Historiquement, la commune est dans une zone de transition entre les climats océaniques aquitain et limousin.  
En 2020, Météo-France publie une typologie des climats de la France métropolitaine dans laquelle la commune est exposée à un climat océanique altéré et est dans la région climatique  Ouest et nord-ouest du Massif Central, caractérisée par une pluviométrie annuelle de 900 à 1 500 mm, maximale en automne et en hiver.
Pour la période 1971-2000, la température annuelle moyenne est de 11,4 °C, avec une amplitude thermique annuelle de 14,9 °C. Le cumul annuel moyen de précipitations est de 1 111 mm, avec 13,8 jours de précipitations en janvier et 7,9 jours en juillet. Pour la période 1991-2020, la température moyenne annuelle observée sur la station météorologique la plus proche, située sur la commune de Saint-Yrieix-la-Perche à 4,11 km à vol d'oiseau, est de 11,7 °C et le cumul annuel moyen de précipitations est de 1 130,3 mm,. Pour l'avenir, les paramètres climatiques de la commune estimés pour 2050 selon différents scénarios d’émission de gaz à effet de serre sont consultables sur un site dédié publié par Météo-France en novembre 2022.

## Urbanisme

### Typologie
Au 1er janvier 2024, Glandon est catégorisée commune rurale à habitat dispersé, selon la nouvelle grille communale de densité à sept niveaux définie par l'Insee en 2022.
Elle est située hors unité urbaine. Par ailleurs la commune fait partie de l'aire d'attraction de Saint-Yrieix-la-Perche, dont elle est une commune de la couronne,. Cette aire, qui regroupe 11 communes, est catégorisée dans les aires de moins de 50 000 habitants,.

### Occupation des sols
L'occupation des sols de la commune, telle qu'elle ressort de la base de données européenne d’occupation biophysique des sols Corine Land Cover (CLC), est marquée par l'importance des territoires agricoles (72,4 % en 2018), une proportion sensiblement équivalente à celle de 1990 (71,7 %). La répartition détaillée en 2018 est la suivante : 
zones agricoles hétérogènes (65 %), forêts (25,1 %), prairies (5,5 %), terres arables (2 %), zones urbanisées (1,3 %), milieux à végétation arbustive et/ou herbacée (1,2 %). L'évolution de l’occupation des sols de la commune et de ses infrastructures peut être observée sur les différentes représentations cartographiques du territoire : la carte de Cassini (XVIIIe siècle), la carte d'état-major (1820-1866) et les cartes ou photos aériennes de l'IGN pour la période actuelle (1950 à aujourd'hui).

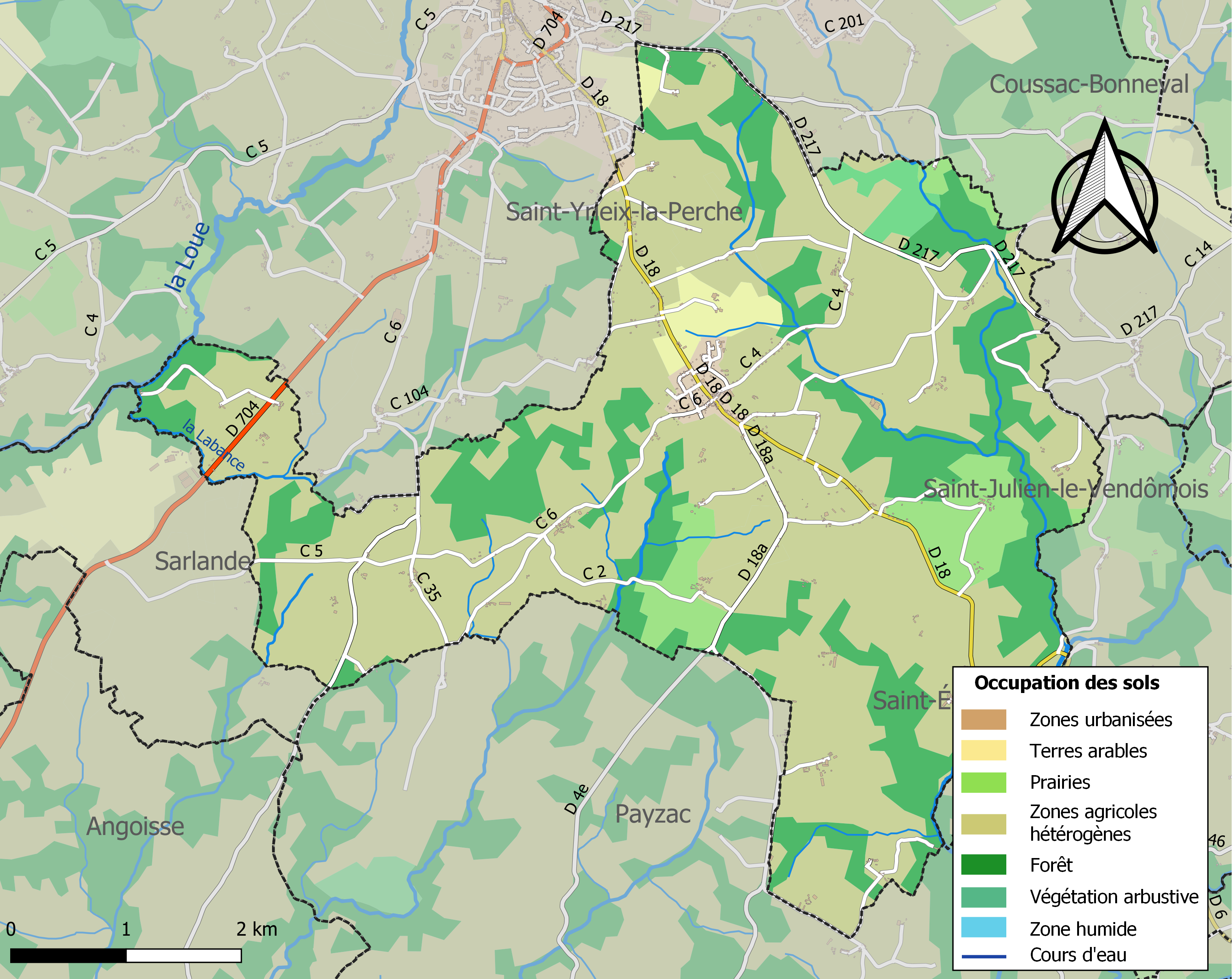
Carte des infrastructures et de l'occupation des sols de la commune en 2018 (CLC).

### Risques majeurs
Le territoire de la commune de Glandon est vulnérable à différents aléas naturels : météorologiques (tempête, orage, neige, grand froid, canicule ou sécheresse) et séisme (sismicité très faible). Il est également exposé à un risque particulier : le risque de radon. Un site publié par le BRGM permet d'évaluer simplement et rapidement les risques d'un bien localisé soit par son adresse soit par le numéro de sa parcelle.

#### Risques naturels

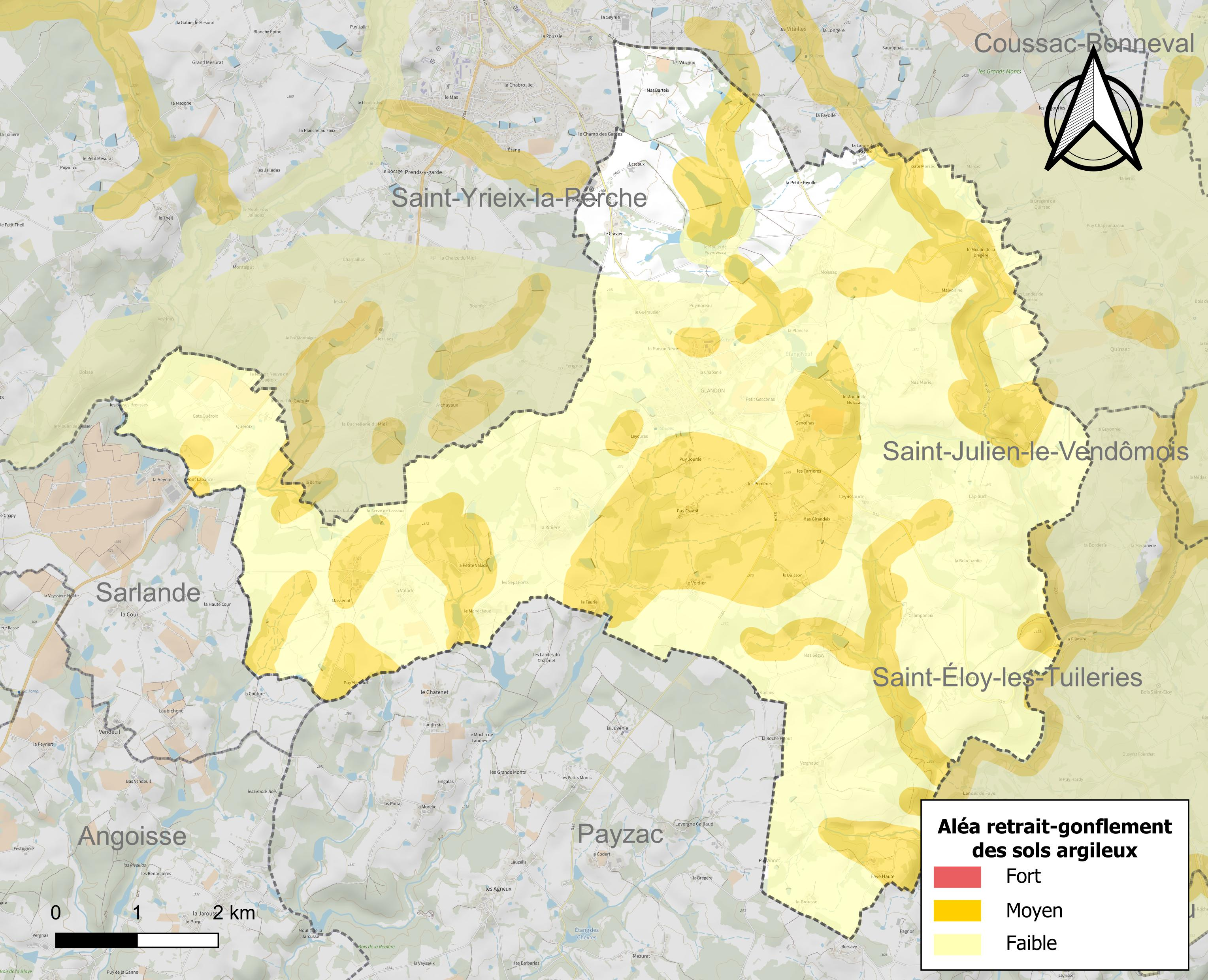
Carte des zones d'aléa retrait-gonflement des sols argileux de Glandon.

Le retrait-gonflement des sols argileux est susceptible d'engendrer des dommages importants aux bâtiments en cas d’alternance de périodes de sécheresse et de pluie. 32,9 % de la superficie communale est en aléa moyen ou fort (27 % au niveau départemental et 48,5 % au niveau national métropolitain). Depuis le 1er octobre 2020, en application de la loi ÉLAN, différentes contraintes s'imposent aux vendeurs, maîtres d'ouvrages ou constructeurs de biens situés dans une zone classée en aléa moyen ou fort,.
La commune a été reconnue en état de catastrophe naturelle au titre des dommages causés par les inondations et coulées de boue survenues en 1982, 1993 et 1999 et par des mouvements de terrain en 1999.

#### Risque particulier
Dans plusieurs parties du territoire national, le radon, accumulé dans certains logements ou autres locaux, peut constituer une source significative d’exposition de la population aux rayonnements ionisants. Selon la classification de 2018, la commune de Glandon est classée en zone 3, à savoir zone à potentiel radon significatif.

## Toponymie
Du gaulois glano « pur » ou glanna « rive »  et du radical indo-européen *dhun-, associant un relief et un habitat défendu « dune », à l’origine d’une racine celtique *dhuno dont le premier sens aurait été « clôture, zone enclose », d’où le gaulois  dūnum qui a pris le sens de « citadelle, enceinte fortifiée » et, par métonymie, celui de « colline, mont » puisque la plupart des citadelles étaient bâties sur des hauteurs.[réf. nécessaire]
En occitan, la commune porte le même nom qu'en français.

## Histoire
À partir du Ve siècle av. J.-C., les Gaulois Lémovices exploitèrent plus d'une dizaine de mines d'or dans le nord de la commune actuelle. Deux nécropoles du Premier âge du fer et un village peuplé de mineurs ont aussi été retrouvés dans la commune. Ces établissements humains se situaient au sein du district minier de Saint-Yrieix-la-Perche. L’exploitation de ces mines a été arrêtée après la conquête romaine.
Rattachée en 1795 à Saint-Yrieix-la-Perche, la commune a été rétablie en 1902.

## Politique et administration
| Période                                  | Période   | Identité           | Étiquette | Qualité                                                                    |
| ---------------------------------------- | --------- | ------------------ | --------- | -------------------------------------------------------------------------- |
| Les données manquantes sont à compléter. |           |                    |           |                                                                            |
|                                          |           |                    |           |                                                                            |
| mars 1983                                | juin 1995 | Daniel Boisserie   | PS        | Député de la Haute-Vienne (1997-2017)                                      |
| juin 1995                                | mars 2001 | Jacques Sussingeas | PS        |                                                                            |
| mars 2001                                | mars 2014 | André Guignard     |           |                                                                            |
| mars 2014 (réélu en mai 2020)            | En cours  | François Boisserie | PS        | Fonctionnaire de catégorie A, conseiller départemental depuis octobre 2022 |

## Démographie
Les habitants de Glandon se nomment les Glandonais.

L'évolution du nombre d'habitants est connue à travers les recensements de la population effectués dans la commune depuis 1793. Pour les communes de moins de 10 000 habitants, une enquête de recensement portant sur toute la population est réalisée tous les cinq ans, les populations de référence des années intermédiaires étant quant à elles estimées par interpolation ou extrapolation. Pour la commune, le premier recensement exhaustif entrant dans le cadre du nouveau dispositif a été réalisé en 2006.

En 2022, la commune comptait 806 habitants, en évolution de +2,03 % par rapport à 2016 (Haute-Vienne : −0,68 %, France hors Mayotte : +2,11 %).
| 1793 | 1800 | 1906 | 1911 | 1921 | 1926 | 1931 | 1936 | 1946 |
| ---- | ---- | ---- | ---- | ---- | ---- | ---- | ---- | ---- |
| 717  | 826  | 854  | 901  | 871  | 802  | 796  | 742  | 768  |

| 1954 | 1962 | 1968 | 1975 | 1982 | 1990 | 1999 | 2006 | 2011 |
| ---- | ---- | ---- | ---- | ---- | ---- | ---- | ---- | ---- |
| 723  | 688  | 621  | 601  | 571  | 709  | 771  | 803  | 793  |

| 2016 | 2021 | 2022 | - | - | - | - | - | - |
| ---- | ---- | ---- | - | - | - | - | - | - |
| 790  | 798  | 806  | - | - | - | - | - | - |

## Culture locale et patrimoine

### Lieux et monuments
- Église Saint-Saturnin de Glandon

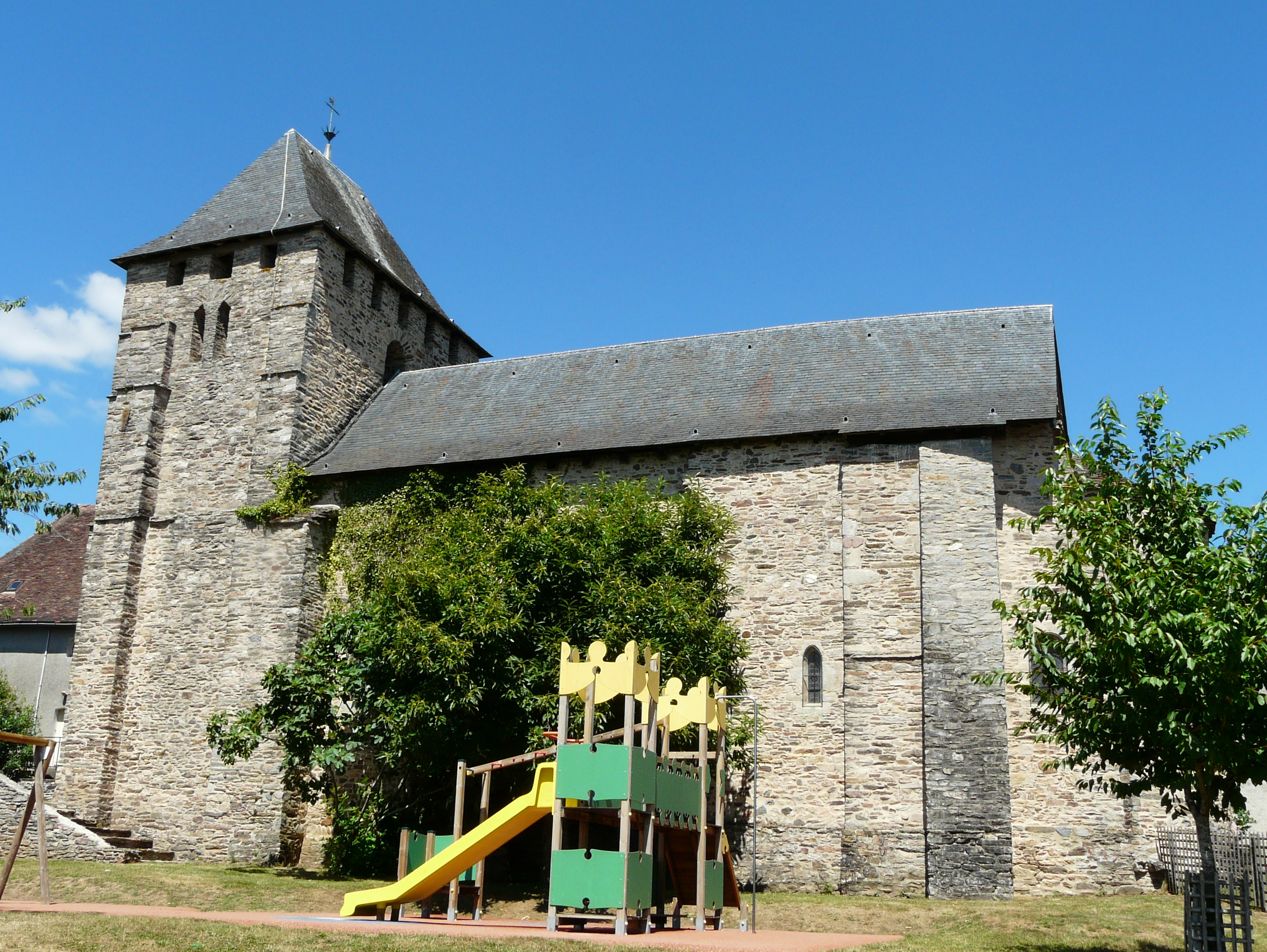
L'église.
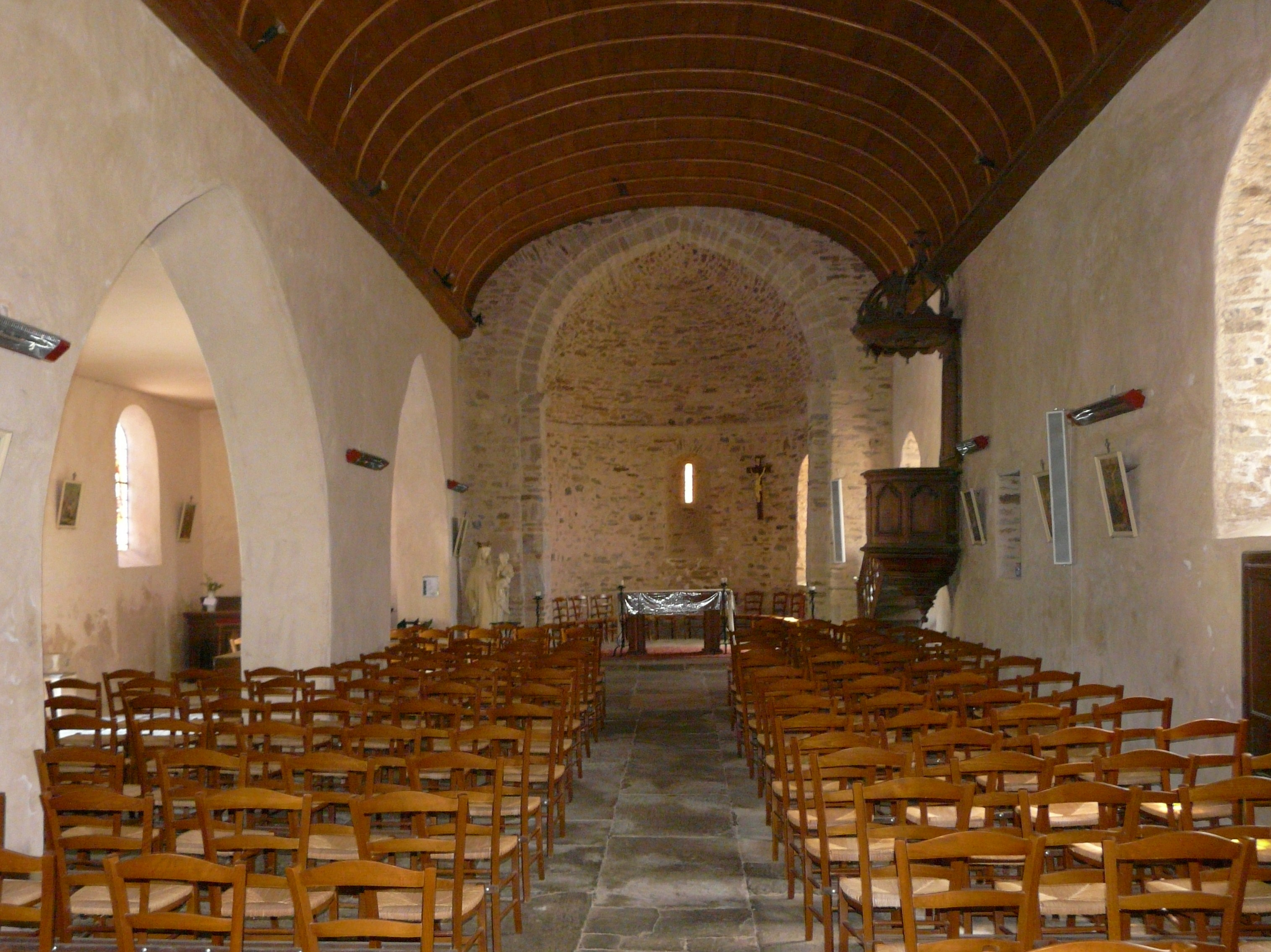
Sa nef.
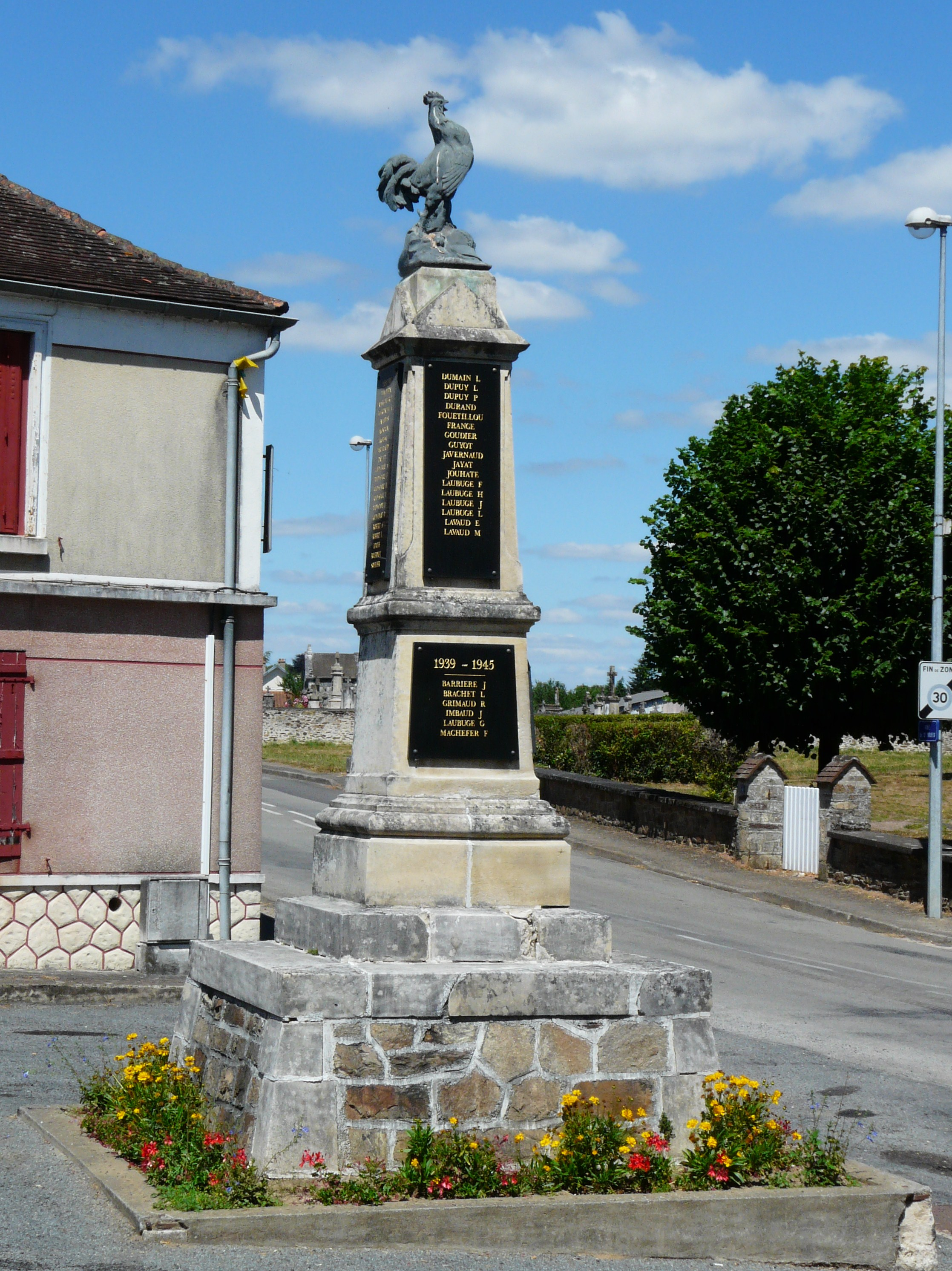
Le monument aux morts.

### Blasonnement
|  | Les armoiries de Glandon se blasonnent ainsi : D'azur à trois lions d'or posés en bande. |

## Pour approfondir